# Astérix chez les Pictes
Astérix chez les Pictes (Astérix entre os Pictos (título em Portugal) ou Asterix entre os Pictos (título no Brasil)) é o trigésimo quinto álbum da série de banda desenhada franco-belga Astérix e o primeiro a ser escrito por Jean-Yves Ferri e Didier Conrad, publicado em 24 de outubro de 2014. Em Portugal foi lançado pela editora Edições ASA, e no Brasil pela editora Grupo Editorial Record.